# اچ‌ام‌اس ایمپلیسبل (آر۸۶)
اچ‌ام‌اس ایمپلیسبل (آر۸۶) (به انگلیسی: HMS Implacable (R86)) یک کشتی بود که طول آن ۷۶۶٫۵ فوت (۲۳۳٫۶ متر) بود. این کشتی در سال ۱۹۴۲ ساخته شد.